# Chi Bách thanh mào trắng
Eurocephalus là một chi chim trong họ Laniidae. Chi này chứa 2 loài.

## Các loài
- Bách thanh mào trắng phương bắc hay bách thanh mông trắng, Eurocephalus rueppelli
- Bách thanh mào trắng phương nam, Eurocephalus anguitimens